# Guga
Guga – wieś w Rumunii, w okręgu Kluż, w gminie Cășeiu. W 2011 roku liczyła 299 mieszkańców.